# Mushroomhead (альбом)
Mushroomhead — дебютний студійний альбом однойменного хеві-метал гурту Mushroomhead, представлений 3 квітня 1995 року. Цю платівку гурт видав за власні кошти тиражем у 1000 екземплярів, а оформив диск гітарист Richie Moore «Dinner», власник дизайн-студії RMG Graphic. Зараз цей диск відомий як «чорний» — у нього немає буклета як такого, а сам диск чорного кольору. Невдовзі, на початку 1996 року, альбом було перевидано, у ньому вже був буклет із фотографією гурту, причому на ній замість Joe «Mr. Murdernickel» Kilcoyne, котрий встиг покинути гурт, був його рідний брат Jack «Pig Benis», котрий не мав жодного стосунку до запису.

## Список композицій
| #     | Назва                   | Тривалість |
| ----- | ----------------------- | ---------- |
| 1.    | «Slow Thing»            | 3:45       |
| 2.    | «Elevation»             | 3:33       |
| 3.    | «Too Much Nothing»      | 3:19       |
| 4.    | «Intermission»          | 2:05       |
| 5.    | «Ego Trip»              | 6:05       |
| 6.    | «Mommy»                 | 5:08       |
| 7.    | «2nd Thoughts»          | 3:44       |
| 8.    | «Casualties in B Minor» | 1:15       |
| 9.    | «Indifferent»           | 4:46       |
| 10.   | «Simpleton»             | 2:23       |
| 11.   | «43»                    | 4:49       |
| 12.   | «Episode 29»            | 3:36       |
| 13.   | «Snap»                  | 1:26       |
| 14.   | «Untitled»              | 11:59      |
| 60:10 |                         |            |